# Rezedowiec
Rezedowiec (Sesamoides Ortega) – rodzaj roślin zielnych z rodziny rezedowatych (Resedaceae). W zależności od ujęcia systematycznego obejmuje jeden zmienny gatunek (S. canescens) lub wyróżnianych jest 6 gatunków. Rośliny te występują w południowo-zachodniej Europie (Półwysep Iberyjski, Półwysep Apeniński, Francja, Korsyka i Sardynia) oraz w północno-zachodniej Afryce (od Maroka po Tunezję). Jako rośliny introdukowane obecne są w Niemczech. W Polsce rezedowiec siwiejący S. canescens stwierdzony został jako przejściowo zawleczony (efemerofit) w Nowogrodzie Bobrzańskim.

## Morfologia
PokrójRośliny zielne (dwuletnie i byliny).
LiścieSkrętoległe, łodygowe i odziomkowe.
KwiatyDrobne, zebrane w szczytowe grona. Działki kielicha w liczbie 4–7 są nierównej długości. Płatki korony w liczbie 5–6 są wcinane i szybko odpadają. Pręcików jest od 7 do 15. Są wolne i wygięte, tak że słupek usytuowany jest z boku względem nich. Zalążnię tworzy 4–7 wolnych owocolistków wyrastających na gynoforze. Zawierają po jednym zalążku.
OwoceTorebki gwiazdkowato rozpostarte na mięśniejącym karpoforze.

## Systematyka
Pozycja systematyczna
Rodzaj z rodziny rezedowatych (Resedaceae) z rzędu kapustowców (Brassicales). W obrębie rodziny rodzaj zaliczany jest do plemienia Resedeae Reichenbach. 
Wykaz gatunków
- Sesamoides interrupta (Boreau) G.López – rezedowiec siwiejący
- Sesamoides minor (Lange) Kuntze
- Sesamoides prostrata (Boiss.) G.López
- Sesamoides purpurascens (L.) G.López
- Sesamoides spathulifolia (Revelière ex Boreau) Rothm.
- Sesamoides suffruticosa (Lange) Kuntze